# Ascot
Ascot es una localidad situada en el Royal Borough of Windsor and Maidenhead, en el condado de Berkshire, Inglaterra, Reino Unido. Sede del Hipódromo de Ascot, en el censo de 2011 contaba con una población de 11603 habitantes.
Cerca de la localidad está Tittenhurst Park, donde se encuentra la mansión en la que vivieron John Lennon y Yoko Ono, y posteriormente Ringo Starr.